# Mike Hauck
Mike Hauck (eigentlich Michael Arthur Hauck; * 5. März 1945) ist ein ehemaliger britischer Sprinter, der sich auf den 400-Meter-Lauf spezialisiert hatte.
Bei den British Commonwealth Games 1970 in Edinburgh erreichte er im Einzelbewerb das Halbfinale, wobei er im Viertelfinale mit 46,75 s seine persönliche Bestzeit aufstellte, und gewann in der 4-mal-400-Meter-Staffel mit der englischen Mannschaft Bronze.